# 4308 Magarach
4308 Magarach (1978 PL4) là một tiểu hành tinh vành đai chính được phát hiện ngày 9 tháng 8 năm 1978 bởi N. S. Chernykh ở Nauchnyj.